# Campo Grande (Misiones)
Campo Grande è una città dell'Argentina, capoluogo del dipartimento di Cainguás nella provincia di Misiones.